# Municipio de Doniphan (Misuri)
El municipio de Doniphan (en inglés: Doniphan Township) es un municipio ubicado en el condado de Ripley en el estado estadounidense de Misuri. En el año 2010 tenía una población de 5656 habitantes y una densidad poblacional de 33 personas por km².

## Geografía
El municipio de Doniphan se encuentra ubicado en las coordenadas 36°38′6″N 90°48′9″O / 36.63500, -90.80250. Según la Oficina del Censo de los Estados Unidos, el municipio tiene una superficie total de 171.4 km², de la cual 169.84 km² corresponden a tierra firme y (0.91%) 1.56 km² es agua.

## Demografía
Según el censo de 2010, había 5656 personas residiendo en el municipio de Doniphan. La densidad de población era de 33 hab./km². De los 5656 habitantes, el municipio de Doniphan estaba compuesto por el 96.92% blancos, el 0.28% eran afroamericanos, el 0.72% eran amerindios, el 0.62% eran asiáticos, el 0.02% eran isleños del Pacífico, el 0.32% eran de otras razas y el 1.11% pertenecían a dos o más razas. Del total de la población el 0.95% eran hispanos o latinos de cualquier raza.